# Taveret
Taveret, Taurt, Tuat, Tuart, Ta-vert, Tavaret, Tvert in Taueret (grško starogrško Θουέρις, Thouéris) je bila  staroegipčanska  zaščitniška  boginja rojstva otrok in plodnosti. Taveret je bil tudi običajni pomirjevalni nagovor nevarnim božanstvom. 
Boginjo so običajno upodabljali kot dvonožno samico povodnega konja z mačjimi atributi, visečimi ženskimi prsmi, okončinami in tacami leva ter hrbtom in repom nilskega krokodila. Njeni epiteti so bili "Gospa nebes", "Gospodarica obzorja", "Ona, ki odstranjuje vodo", "Gospodarica čiste vode" in "Gospa rojstne hiše".

## Zgodovina in razvoj
Arheološki dokazi kažejo, da so bili povodni konji v Nilu veliko pred zgodnjim  dinastičnim obdobjem  (pred letom 3000 pr. n. št.). Nasilno in agresivno vedenje teh živali je navdušilo Egipčane, da so jih hkrati preganjali in častili. Že zelo zgodaj so menili, da so samci povodnih konj manifestacija kaosa. Posledično so nanje prirejali lovske pohode, ki naj bi pokazali božansko moč kralja. Samice  so bile v nasprotju s samci spoštovane kot skrbne varuhinje svojih mladičev.  Zaščitni amuleti s podobami povodnih konj so se pojavili že v preddinastičnem obdobju (okoli 3000–2686 pr. n. št.). Tradicija izdelovanja in nošenja teh amuletov se je nadaljevala skozi celo zgodovino Egipta v Ptolemajsko kraljestvo in rimsko obdobje (okoli. 332 pr. n. št. - 390 n. št.).
Po svoji  ideološki zasnovi je bila Taveret tesno povezana  (pogosto je ni bilo mogoče ločiti) z več  drugimi zaščitniškimi boginjami povodnimi konji: Ipet, Reret in Hedžet. Nekateri znanstveniki te boginje razlagajo kot vidike istega božanstva. Druge boginje povodni konji imajo imena z zelo specifičnimi pomeni, podobno kot Taveret, čigar ime je oblikovano kot pomirjevalni nagovor, ki naj bi umiril divjost boginje. Ipetino ime pomeni "medicinska sestra" in dokazuje njeno povezanost z rojstvom, vzgojo otrok in skrbništvom. Reretino ime pomeni "svinja" in kaže na  egipčansko razvrstitev povodnih konj med povodne prašiče. Izvor imena boginje Hedžet ("bela") ni tako jasen in bi se o njem lahko upravičeno razpravljalo. Dokazi za kult boginj povodnih konj so že iz Starega kraljestva (okoli 2686-2181 pr. n. št.) v korpusu staroegipčanskih pogrebnih piramidnih besedil. Urok 269 v piramidnih besedilih  omenja Ipet in jedrnato prikazuje njeno negovalno vlogo; urok oznanja, da bo pokojni kralj, ko se bo povzpel v nebesa, posrkal boginjino "belo, bleščeče, sladko mleko". Boginje so kot materinska božanstva negovale in varovale egipčansko ljudstvo, tako kraljevsko, kot je razvidno iz piramidnih besedil, kot nekraljevsko.
V Srednjem kraljestvu (okoli 2055–1650 pr. n. št.) je Taveret postala še bolj pomembna in čaščena boginja. Z njenimi podobami so začeli krasiti magične predmete, med katerimi je bila najopaznejša nekakšna palica ali nož, izrezljana iz zoba povodnega konja. Uporabljali so jo verjetno v obredih, povezanih z rojstvom in zaščito dojenčkov. Boginjine slike se pojavljajo tudi na otroških skodelicah in ponovno dokazujejo Taveretino pomembno vlogo  boginje zavetnice in vzgoje otrok. V popolnem nasprotju s to vlogo je Taveret v tem obdobju prevzela tudi vlogo pogrebnega božanstva, kar dokazuje praksa upodabljanja povodnih konj, okrašenih z močvirskim rastlinjem, v grobnice in templje. Nekateri znanstveniki so prepričani, da ta praksa dokazuje, da so boginje povodni konji olajšale proces ponovnega rojstva po smrti, tako kot so pomagale pri zemeljskih rojstvih. Ti kipi so torej pomagali pokojniku pri njegovem prehodu v posmrtno življenje.
Z naraščanjem ljudske pobožnosti v Novem kraljestvu (okoli 1550–1069 pr. n. št.), so hišna božanstva, kot je bila Taveret, dobila še večji pomen. Taveretina podoba je bila na vrsti gospodinjskih predmetov, kar kaže na njeno osrednjo vlogo v domu. Takšni predmeti so bili najdeni v Amarni celo iz časa vladavine Ehnatona (okoli 1352–1336 pr. n. št.), faraona iz Osemnajste dinastije, ki je staroegipčansko verstvo reorganiziral v henoteistično religijo, osredotočeno na čaščenje sončnega diska, imenovanega Aton. V tem obdobju je bilo čaščenje številnih tradicionalnih bogov prepovedano, zato Taveretino preživetje v umetniškem korpusu, ki so ga našli v Atonovi prestolnici, dokazuje njen izjemen pomen v vsakdanjem življenju. V tem obdobju se je okrepila njena vloga pogrebnega božanstva, saj so njene moči postale ne le življenjske, ampak tudi regenerativne. Različni miti prikazujejo njeno vlogo negovalne in očiščevalne "gospodarice čiste vode" pri lajšanju posmrtnega življenja pokojnika.
Taveret in njej sorodnih boginj povodnih konj, se ne sme zamenjevati z Ammit, tudi povodnim konjem, ki je pridobila pomen v Novem kraljestvu. Ammit je bila požiralka duš krivičnih, preden so prešli v posmrtno življenje. Za razliko od Ammit so bile druge boginje povodni konji odgovorne za prehrano in pomoč in ne za uničenje.
V ptolemajskem in rimskem obdobju (okoli 332 pr. n. št. - 390 n. št.) je Taveret ohranila osrednjo vlogo v vsakdanjem egipčanskem življenju. V drugi polovici poznega obdobja (okoli 664–332 pr. n. št.) ali v zgodnjem ptolemajskem obdobju je bil v Karnaku zgrajen tempelj, posvečen Ipet. Ta skrivnostni tempelj naj bi bil priča vsakodnevnemu rojstvu boga sonca od boginj povodnih konj, ki so prebivale v njem. Za boga sonca (Amon-Ra) je bilo mišljeno, da ima več božanskih mater.  V to telo sončevih mater so bile vključene tudi Taveret in druge boginje povodni konji. Taveretina podoba se je zaradi herapotropejske sposobnosti odganjanja zlih sil pojavljala tudi na zunanjih  zidovih templjev, posvečenih drugim božanstvom. Amuleti z njihovimi podobami so v tem obdobju dosegli vrhunec priljubljenosti.

### Izven Egipta
Ponembni Taveretini kulti so se razvili tudi izven Egipta. V Srednjem kraljestvu (okoli  2055–1650 pr. n. št.) so gospodarski in skromni politični stiki z azijskimi kulturami v Levantu privedli do izmenjave ideologij. Taveret je bila privzeta v levantinska verstva in v njihovih panteonih obdržala svojo materinsko vlogo. 

#### Starodavna Kreta
Zaradi komunikacij med levantinskimi obalnimi mesti in mesti na Sredozemlju je Taveret postala integralni del minojske religije na Kreti, kjer je bila znana kot Minojski Genij.
Tako kot v Egiptu so jo upodabljali predvsem na zaščitnih amuletih. Njena podoba je bila nekoliko drugačna in skladna z umetniškimi podobami minojskih božanstev. S Krete se je njen kult razširil v celinsko Grčijo, zlasti v Mikene.

#### Nubija
Boginjo so privzeli tudi Nubijci v sedanjem Sudanu. Taveret je v obdobju Srednjega egipčanskega kraljestva postala del nubijskega panteona.  Boginja se je dokazano pojavljala v kraljevh obredih v nubijski prestolnici Kermi.

#### Fenicija
Taveret je povezana tudi s feničansko boginjo nosečnosti Deo Gravido.

## V mitologiji
Čeprav je Ipet (Apet ali Aptet) omenjena v piramidnih besedilih Starega kraljestva in je Taveret pogosto videna na obrednih predmetih Srednjega kraljestva, so boginje povodni konji pridobile pomembne vloge v egipčanski mitologiji šele v Novem kraljestvu (okoli 1550–1069 pr. n. št.). Taveret je predstavljena v nekaterih različicah priljubljenega in razširjenega mita, v katerem se Rajevo oko razjezi na svojega očeta in se v obliki levinje umakne v Nubijo. Ko se Rajevo oko končno vrne v Egipt, prevzame obliko povodnega konja (verjetno Taveret) in posledično povzroči poplave Nila. Ta mit kaže na Taveretino primarno funkcijo boginje plodnosti in pomlajevanja. Nekateri znanstveniki menijo, da je njena vloga v poplavi Nila eden od razlogov, da je dobila epitet "gospodarica čiste vode". Ob tem ni mogoče spregledati njene podobne vloge pri pomlajevanju mrtvih – tako kot je s fizičnim rojstvom in poplavo zagotovila življenje živim, je tudi mrtve očistila in prečistila, da so lahko varno prešli v posmrtno življenje.
V Novem kraljestvu je bila Taveretina podoba pogosto naslikana v zodiakih kot predstavnica  severnega ozvezdja. Ta podoba je izpričana v več astronomskih grobnih slikah, vključno s tebanskimi grobnicami arhitekta Tarvasa (grobnica 353), Hačepsutinega slavnega svetovalca Senenmuta (grobnica 232) in faraona Setija I. (KV17) v Dolini kraljev.  Njene kasnejše astralne podobe so bolj abstraktne.